# Sombra Alor
Sombra Alor (Barcelona, 1990) es una cantante, compositora y artista conceptual española destacada en la escena del hip hop. Cofundadora de proyectos musicales como Ketekalles, Tribade, La Clikapika y Micros Libres BCN, su obra aborda temáticas profundas relacionadas con las emociones humanas, las políticas sociales y la diversidad, con un enfoque marcado en el feminismo y los derechos LGTBIQ+. Desde sus inicios en 2016, utiliza el arte como un canal para la sanación emocional y social, conectando de manera única con su audiencia.

## Trayectoria artística
El trabajo de Sombra Alor se caracteriza por su capacidad para combinar la crítica social con experiencias emocionales intensas. A través de su música, explora conceptos como el desamor, la autoestima, el feminismo y la diversidad funcional y sexual. Su enfoque inclusivo celebra la riqueza de la diversidad y desafía las normativas sociales establecidas.

#### TRIPOLAR
Sombra Alor se encuentra preparando el lanzamiento de su próximo disco, titulado TRIPOLAR, una experiencia sonora que se presenta como un viaje a las profundidades de la mente humana. El álbum se estructura en tres facetas: la muerte, la vida y el pensamiento, llevando al oyente a reflexionar sobre la lucidez, la enfermedad y la diversidad. 
Con este proyecto, la artista transforma y reinterpreta temas como el desamor, el feminismo y la autoestima, presentándolos desde una perspectiva profundamente original. TRIPOLAR promete ser una obra que no dejará indiferente a quienes la escuchen.

### Grupos
Sombra Alor ha sido parte de diversos colectivos y proyectos musicales de relevancia en la escena underground de España:
- Tribade: Grupo de rap feminista y combativo, donde participó como integrante fundadora. Dejó el grupo a finales de 2019. [1]
- Ketekalles: Colectivo de hip hop y música urbana que combina ritmos urbanos con mensaje político y feminista. [2]
- La Clikapika.
- Micros Libres BCN.

### Discografía
- WAR 'Woman Artist Revolution' (LP, 2016)
- Mi Pandorita (Single, 2018)
- No Volveré (Single, 2018)

La discografía completa de Sombra Alor está disponible en plataformas digitales como Spotify, Apple Music y Deezer.  

### Estilo artístico
Sombra Alor se define como una intérprete que combina el hip hop con elementos conceptuales, enfatizando la expresión emocional y la crítica social. Su música es un vehículo para la inclusión y la sanación, promoviendo un mensaje de aceptación y riqueza en la diversidad.